# Realpolitik
Realpolitik orientiert sich eng an den als real anerkannten Bedingungen und Möglichkeiten. Sie ist auf das rasche Treffen von Entscheidungen gerichtet. Abzugrenzen ist sie von eher werteorientierten Ansätzen, die sich auch auf die politische Ideengeschichte beziehen. Ein wichtiges Wesensmerkmal der Realpolitik ist daher die Grundannahme, Werte und darauf basierende Mittel seien letztlich immer verhandelbar und dispositiv, wenn ein bestimmtes Ziel erreicht werden soll. Seit dem 20. Jahrhundert korrespondiert realpolitisches Handeln mit dem Begriff der Verantwortungsethik, wie er von Max Weber in seinem Vortrag Politik als Beruf geprägt wurde.
Der Begriff fand als Lehnwort Eingang in den spanischen und englischen Wortschatz. Er wird vor allem in US-Medien und in der dortigen politischen Wissenschaft benutzt.

## Begriffsgeschichte
Als bedeutendster Verfechter einer Realpolitik, die sich nicht an religiösen oder ethischen Erwägungen orientiert, gilt Niccolò Machiavelli.
In Deutschland wurde der Begriff der Realpolitik durch August Ludwig von Rochau nach der gescheiterten Revolution von 1848 in die politische Diskussion eingeführt. Er publizierte 1853 seine Streitschrift „Grundsätze der Realpolitik“, eine Neuauflage und ein zweiter Band folgten 1859 und 1868. „Realpolitik“ wurde über mehrere Jahrzehnte zum Schlagwort für die Neuorientierung der liberalen Politik im Sinne des Nationalliberalismus.
Auch seinen historischen Inhalt erhielt der Begriff „Realpolitik“ erstmals in den 1850er Jahren. Als das konservative Österreich sich bei Ausbruch des Krimkrieges 1853 nicht, wie erwartet wurde, auf Seiten seines alten Verbündeten Russland stellte, sondern neutral blieb und nachmals sogar dem Bündnis zwischen den beiden „fortschrittlichen“ Mächten Frankreich und England beitrat, bedeutete dies das Ende der Heiligen Allianz von 1814, welche die drei konservativen Großmächte Russland, Österreich und Preußen auf Grundlage gemeinsamer christlich-gegenrevolutionärer Ideen und mit dem Anspruch dauerhafter gegenseitiger Treue geschlossen hatten. Der Pariser Friede von 1856 markierte mit dem Ende des Krimkrieges somit den Beginn einer neuen, von rein nationalstaatlichen Interessen bestimmten, eben „realistischen“ Phase europäischer Großmachtpolitik.
Auch Otto von Bismarck setzte den Begriff im Deutschen Krieg von 1866 in praktische Politik um. Damals ging Preußen mit dem revolutionären Italien ein Militärbündnis ein und besiegte Österreich, eigentlich Preußens konservative „Brudermacht“, und die mit ihm verbündeten deutschen Staaten. Im Anschluss an den Sieg Preußens annektierte Bismarck mit dem Königreich Hannover, dem Kurfürstentum Hessen und dem Herzogtum Nassau drei souveräne monarchische Staaten und setzte deren Regenten ab: ein eklatanter Verstoß gegen das Prinzip des monarchischen Legitimismus, das eigentlich zum Grundbestand des politischen Konservatismus gehörte und das bis dahin auch Bismarck vertreten hatte. Eine Vorwegnahme dieses „realpolitischen“, also an der nationalstaatlichen Zweckmäßigkeit orientierten Handelns ist in seinem Vorgehen im Deutsch-Dänischen Krieg 1864 zu sehen, als Bismarck die Territorialhoheit des Königs von Dänemark über die Herzogtümer Schleswig und Holstein beseitigte, andererseits aber auch die Ansprüche des Herzogs von Augustenburg zurückwies, der nach dynastischen Gesichtspunkten seit dem dänischen Thronwechsel von 1863 eigentlich zur schleswig-holsteinischen Erbfolge berechtigt gewesen wäre und sich von Preußen und dem mit ihm verbündeten Österreich die Unterstützung seines legitimen Anspruchs erhofft hatte.
Gegenüber Österreich setzte Bismarck wiederum bei König Wilhelm I. den Verzicht auf Gebietsabtretungen und Entschädigungen durch, womit er sich die Option schuf, 1870/1871 gegen Frankreich Krieg zu führen und dabei Österreich neutral zu halten. Gegenüber König Wilhelm I. sagte er: „Wir haben nicht eines Richteramtes zu walten, sondern deutsche Politik zu treiben.“
Der Begriff steht in engem Zusammenhang mit geopolitisch und nationalstaatlich ausgerichteten Politikformen, wie sie für die zweite Hälfte des 19. Jahrhunderts typisch sind (Koalitionenpolitik des Deutschen Reiches).
Tucholsky definiert Realpolitik als eine Politik „bar jeden Verständnisses für den Willen, der über die Tagesinteressen hinausgehen will“.
Im US-amerikanischen Kontext wird vor allem die Außenpolitik der Nixon-Regierung als Beispiel für Realpolitik betrachtet. Die Politik, die vor allem von Nixons Sicherheitsberater Henry Kissinger formuliert wurde, hatte zum Ziel, mit primär diplomatischen Mitteln die Handlungsspielräume der USA, vor allem gegenüber der kommunistischen Welt, zu erweitern und die internationalen Beziehungen zu stabilisieren. Kissingers Konzept der Entspannung (Détente) wurde dabei wesentlich vom Vorbild der klassischen europäischen Diplomatie zu Zeiten des Wiener Kongresses beeinflusst.
In der Literatur wird unter anderem auf die aus demokratietheoretischer Perspektive problematische Bindung der Realpolitik an demokratische Mitentscheidung hingewiesen. Zwar zielt Realpolitik wie andere Formen auf öffentliche Zustimmung. Eine langfristig orientierte Politik leitet sich jedoch nicht zwangsläufig aus der schnell wechselnden öffentlichen Zustimmung ab.
Rosa Luxemburg prägte dagegen im Nachgang des Revisionismusstreits 1903 den Begriff der „revolutionären Realpolitik“, der inzwischen als Umschreibung ihres ineinander übergehenden Verständnisses von Reformismus und Revolution interpretiert wird.